# Superliga de Kosovo
La Superliga de fútbol de Kosovo (en albanés: Superliga e Futbollit të Kosovës) es la máxima categoría masculina del sistema de ligas de Kosovo y la principal competición a nivel de clubes del país. Está organizada por la Federación de Fútbol de Kosovo (FFK) y se disputa desde la temporada 1999-2000.
Kosovo tuvo un campeonato propio desde el establecimiento en 1945 de la Liga Provincial de Kosovo, dependiente del sistema de ligas de Yugoslavia, y en 1991 organizó un torneo paralelo sin reconocimiento oficial que duró hasta el estallido de la guerra de Kosovo en 1997. Dos años más tarde, el territorio quedó bajo una Misión de Administración Provisional de la ONU y la mayoría de clubes kosovares se pasaron a las ligas organizadas por la FFK. El campeonato se consolidó a raíz de la declaración de independencia de 2008, pero debido a que Kosovo es un estado con reconocimiento limitado no tuvo acceso a las competiciones internacionales hasta 2016, año en que la FFK fue aceptada como miembro de pleno derecho en la UEFA y en la FIFA.

## Historia
Antes de contar con una liga organizada, los equipos de Kosovo formaron parte del sistema de ligas de Yugoslavia bajo dependencia de la Subasociación de Fútbol de Belgrado. Durante la Segunda Guerra Mundial, parte del territorio quedó integrado en el Reino de Albania y muchos clubes se pasaron a los torneos albaneses. Cuando el conflicto terminó en 1945, Kosovo se convirtió en una provincia de la República Federativa Socialista de Yugoslavia y se creó una división regional para la zona: la Liga Provincial de Kosovo (en albanés: Liga e Provincës së Kosovës), así como la Federación de Fútbol de Kosovo (FFK) en 1946.
Aunque la mayoría de clubes no pasaron del campeonato regional, hubo dos que llegaron a jugar en la liga federal yugoslava. Por un lado, el F. K. Trepča de Mitrovica fue campeón de la Segunda Liga de Yugoslavia en 1976-77 y militó una sola temporada en la máxima categoría, convirtiéndose el primer equipo kosovar en llegar a la élite. Por otro lado, el K. F. Prishtina se hizo un habitual de la Primera Liga de Yugoslavia desde 1983 hasta 1988.
Tras la disolución de Yugoslavia, los equipos adscritos a la FFK crearon un campeonato paralelo sin reconocimiento oficial, la Liga Independiente (Liga e Pavarur e Kosovës), al mismo tiempo que jugaban en el sistema yugoslavo. El estallido de la guerra de Kosovo supuso el parón de todas las competiciones. Con el establecimiento de la Misión de Administración Provisional de la ONU en 1999, todos los clubes albanokosovares quedaron bajo el paraguas de la FFK mientras que algunos equipos de Kosovo del Norte se mantuvieron en el sistema de ligas serbio.
El actual campeonato de liga de Kosovo se estableció en 1999 con la creación de la Superliga de Fútbol. Después de la declaración de independencia de 2008, la FFK obtuvo el reconocimiento de la UEFA en 2016 y sus equipos pudieron jugar competiciones europeas a partir de la temporada 2017-18.

## Participantes

### Temporada 2025-26
| Equipos           | Ciudad    | Estadio                        | Capacidad |
| ----------------- | --------- | ------------------------------ | --------- |
| KF Ballkani       | Suva Reka | Estadio Municipal de Suva Reka | 1 500     |
| Drita FC          | Gnjilane  | Estadio Municipal de Gnjilane  | 15 000    |
| FC Ferizaj        | Ferizaj   | Estadio Ismet Shabani          | 2 000     |
| KF Drenica        | Skënderaj | Estadio Bajram Aliu            | 3 000     |
| KF Dukagjini      | Klina     | Estadio 18 de Junio            | 3 000     |
| SC Gjilani        | Gnjilane  | Estadio Municipal de Gnjilane  | 15 000    |
| KF Llapi          | Podujevo  | Estadio Zahir Pajaziti         | 10 000    |
| KF Malisheva      | Malisevo  | Estadio Liman Gegaj            | 2 000     |
| KF Pristina       | Pristina  | Estadio Fadil Vokrri           | 13 500    |
| KF Prishtina e Re | Hajvalia  | Campo Educativo Nacional FFK   | 4 000     |

## Sistema de competición
La Superliga es un torneo organizado y regulado por la Federación de Fútbol de Kosovo, conjuntamente con el resto de categorías inferiores. Se trata de la única liga profesional del país.
La competición se disputa anualmente, empezando en agosto y terminando en mayo del año siguiente. Consta de un grupo único integrado por 10 clubes de fútbol. Siguiendo un sistema de liga, se enfrentarán todos contra todos en cuatro ocasiones, dos en casa y dos en campo contrario, hasta disputarse un total de 36 jornadas. El orden de los encuentros se decide por sorteo antes de empezar.
La clasificación final se establece con arreglo a los puntos totales obtenidos por cada equipo al finalizar el campeonato. Los equipos obtienen tres puntos por cada partido ganado, un punto por cada empate y ningún punto por los partidos perdidos. Si al finalizar el campeonato dos equipos igualan a puntos, existen mecanismos de desempate:
1. El que tenga una mayor diferencia entre goles a favor y en contra, según el resultado de los partidos jugados entre ellos.
2. El que tenga la mayor diferencia de goles a favor, teniendo en cuenta todos los obtenidos y recibidos en el transcurso de la competición.
3. El club que haya marcado más goles.

El equipo que al final de las 36 jornadas sume más puntos, será el campeón nacional y se clasificará para la ronda preliminar de la Liga de Campeones de la UEFA. El segundo clasificado, así como el campeón de la Copa de Kosovo, tienen derecho a disputar la primera ronda clasificatoria de la Liga de Conferencia Europa de la UEFA. El último y penúltimo clasificados descienden a la segunda categoría —Liga e Parë— y son reemplazados por los campeones de grupo de la división inferior; el antepenúltimo disputa la promoción por la permanencia.

## Historial
Para ver todos los campeones de la etapa amateur y de la etapa yugoslava, véase Historial de la Superliga de Kosovo
| Temporada                                                  | Campeón                                                    | Subcampeón                                                 | Tercero                                                    | Notas                                                      |
| Superliga de Kosovo (Misión de Administración Provisional) | Superliga de Kosovo (Misión de Administración Provisional) | Superliga de Kosovo (Misión de Administración Provisional) | Superliga de Kosovo (Misión de Administración Provisional) | Superliga de Kosovo (Misión de Administración Provisional) |
| ---------------------------------------------------------- | ---------------------------------------------------------- | ---------------------------------------------------------- | ---------------------------------------------------------- | ---------------------------------------------------------- |
| 1999-00                                                    | K. F. Pristina (1)                                         | K. F. Drita                                                | K. F. Vëllaznimi                                           | Temporada inaugural de 18 equipos.                         |
| 2000-01                                                    | K. F. Pristina (2)                                         | S. C. Gjilani                                              | K. F. Besiana Podujevë                                     | Liga reducida a 16 equipos.                                |
| 2001-02                                                    | K. F. Besiana Podujevë (1)                                 | Trepça '89                                                 | K. F. Flamurtari Pristina                                  | Liga reducida a 14 equipos.                                |
| 2002-03                                                    | K. F. Drita (1)                                            | K. F. Pristina                                             | K. F. Vëllaznimi                                           |                                                            |
| 2003-04                                                    | K. F. Pristina (3)                                         | K. F. Besa Pejë                                            | F. C. Ferizaj                                              |                                                            |
| 2004-05                                                    | K. F. Besa Pejë (1)                                        | Trepça '89                                                 | K. F. Flamurtari Pristina                                  | Liga reducida a 12 equipos.                                |
| 2005-06                                                    | K. F. Besa Pejë (2)                                        | K. F. Pristina                                             | K. F. Flamurtari Pristina                                  |                                                            |
| 2006-07                                                    | K. F. Besa Pejë (3)                                        | K. F. Pristina                                             | Trepça '89                                                 | Liga ampliada a 16 equipos.                                |
| Superliga de Kosovo                                        |                                                            |                                                            |                                                            |                                                            |
| 2007-08                                                    | K. F. Pristina (4)                                         | K. F. Vëllaznimi                                           | K. F. Besa Pejë                                            | Declaración de independencia de Kosovo.                    |
| 2008-09                                                    | K. F. Pristina (5)                                         | K. F. Besa Pejë                                            | K. F. Vëllaznimi                                           |                                                            |
| 2009-10                                                    | K. F. Trepça (1)                                           | K. F. Pristina                                             | K. F. KEK                                                  | Liga reducida a 12 equipos.                                |
| 2010-11                                                    | K. F. Hysi (1)                                             | K. F. Pristina                                             | K. F. Liria                                                |                                                            |
| 2011-12                                                    | K. F. Pristina (6)                                         | Trepça '89                                                 | K. F. Vëllaznimi                                           |                                                            |
| 2012-13                                                    | K. F. Pristina (7)                                         | Trepça '89                                                 | K. F. Besa Pejë                                            |                                                            |
| 2013-14                                                    | Llamkos Kosova (1)                                         | K. F. Pristina                                             | Trepça '89                                                 |                                                            |
| 2014-15                                                    | K. F. Feronikeli (1)                                       | K. F. Besa Pejë                                            | K. F. Pristina                                             |                                                            |
| 2015-16                                                    | K. F. Feronikeli (2)                                       | K. F. Hajvalia                                             | Trepça '89                                                 |                                                            |
| 2016-17                                                    | Trepça '89 (1)                                             | K. F. Pristina                                             | K. F. Llapi                                                | Reconocimiento oficial de Kosovo en la UEFA.               |
| 2017-18                                                    | K. F. Drita (2)                                            | K. F. Pristina                                             | K. F. Llapi                                                |                                                            |
| 2018-19                                                    | K. F. Feronikeli (3)                                       | K. F. Pristina                                             | K. F. Llapi                                                |                                                            |
| 2019-20                                                    | K. F. Drita (3)                                            | S. C. Gjilani                                              | K. F. Ballkani                                             |                                                            |
| 2020-21                                                    | K. F. Pristina (8)                                         | F.C. Drita                                                 | K. F. Ballkani                                             | Liga reducida a 10 equipos.                                |
| 2021-22                                                    | K. F. Ballkani (1)                                         | K. F. Drita                                                | S. C. Gjilani                                              |                                                            |
| 2022-23                                                    | K. F. Ballkani (2)                                         | K. F. Drita                                                | S. C. Gjilani                                              |                                                            |
| 2023-24                                                    | K. F. Ballkani (3)                                         | K. F. Llapi                                                | K. F. Drita                                                |                                                            |
| 2024-25                                                    | K. F. Drita (4)                                            | K. F. Ballkani                                             | K. F. Malisheva                                            |                                                            |

### Palmarés
| Club                   | Títulos | Subtítulos | Años de los campeonatos                                                  |
| ---------------------- | ------- | ---------- | ------------------------------------------------------------------------ |
| K. F. Pristina         | 8       | 9          | 1999-2000, 2000-01, 2003-04, 2007-08, 2008-09, 2011-12, 2012-13, 2020-21 |
| K. F. Drita            | 4       | 3          | 2002-03, 2017-18, 2019-20, 2024-25                                       |
| K. F. Besa Pejë        | 3       | 3          | 2004-05, 2005-06, 2006-07                                                |
| K. F. Feronikeli       | 3       | -          | 2014–15, 2015–16, 2018–19                                                |
| K. F. Ballkani         | 3       | 1          | 2021-22, 2022-23, 2023-24                                                |
| Trepça '89             | 1       | 4          | 2016-17                                                                  |
| K. F. Besiana Podujevë | 1       | -          | 2001-02                                                                  |
| K. F. Hysi             | 1       | -          | 2010-11                                                                  |
| K. F. Trepça           | 1       | –          | 2009-10                                                                  |
| K. F. Vushtrria        | 1       | -          | 2013-14                                                                  |

## Clasificación histórica
Actualizado desde la instauración en 1999-2000 hasta la finalizada temporada 2024-25.
| Pos. | Equipo                 | Pts. | Títulos | Actualmente  |
| ---- | ---------------------- | ---- | ------- | ------------ |
| 1    | KF Pristina            | 1542 | 8       | Superliga    |
| 2    | FC Drita               | 1127 | 4       | Superliga    |
| 3    | Trepça'89              | 1056 | 1       | Liga e Parë  |
| 4    | KF Besa Pejë           | 965  | 3       | Liga e Parë  |
| 5    | KF Drenica Skënderaj   | 964  | 0       | Superliga    |
| 6    | SC Gjilani             | 923  | 0       | Superliga    |
| 7    | KF Llapi               | 694  | 0       | Superliga    |
| 8    | FC Ferizaj             | 645  | 0       | Superliga    |
| 9    | KF Vëllaznimi          | 641  | 0       | Liga e Parë  |
| 10   | KF Flamurtari          | 628  | 0       | Liga e Dytë  |
| 11   | KF Liria               | 605  | 0       | Liga e Parë  |
| 12   | KF Feronikeli 74       | 576  | 3       | Liga e Parë  |
| 13   | KF Vushtrria           | 558  | 1       | Liga e Parë  |
| 14   | KF Ballkani            | 524  | 3       | Superliga    |
| 15   | KF Trepça              | 395  | 1       | Liga e Parë  |
| 16   | KF Hysi                | 371  | 1       | Desaparecido |
| 17   | KF Besiana Podujevë    | 366  | 1       | Desaparecido |
| 18   | KF KEK                 | 297  | 0       | Liga e Parë  |
| 19   | KF Dukagjini           | 261  | 0       | Superliga    |
| 20   | KF Kosova Pristina VR  | 260  | 0       | Liga e Dytë  |
| 21   | KF Hajvalia            | 213  | 0       | Desaparecido |
| 22   | KF Malisheva           | 204  | 0       | Superliga    |
| 23   | KF 2 Korriku           | 113  | 0       | Liga e Parë  |
| 24   | KF Istogu              | 109  | 0       | Liga e Parë  |
| 25   | KF Fushë Kosova        | 69   | 0       | Liga e Dytë  |
| 26   | KF Ulpiana             | 63   | 0       | Liga e Dytë  |
| 27   | KF Besëlidhja Pristina | 58   | 0       | Desaparecido |
| 28   | KF Shqiponja           | 58   | 0       | Liga e Tretë |
| 29   | KF Uniteti             | 44   | 0       | Liga e Tretë |
| 30   | KF Lepenci             | 42   | 0       | Liga e Dytë  |
| 31   | FC Suhareka            | 42   | 0       | Liga e Parë  |
| 32   | KF Arbëria             | 40   | 0       | Liga e Dytë  |
| 33   | KF Kika                | 34   | 0       | Liga e Parë  |
| 34   | KF Getoari             | 33   | 0       | Desaparecido |
| 35   | KF Vllaznia Pozheran   | 14   | 0       | Liga e Dytë  |
| 36   | KF Vëllazëria          | 11   | 0       | Inactivo     |
| 37   | KF Rahoveci            | 6    | 0       | Liga e Dytë  |